# Virginie Demont-Breton
Virginie Demont-Breton (Courrières, 26 luglio 1859 – Parigi, 10 gennaio 1935) è stata una pittrice francese.

## Biografia
Figlia Jules Breton, apprese in famiglia i primi insegnamenti pittorici e grazie a suo padre fu presentata ad altri pittori, tra cui Rosa Bonheur che divenne un modello e un mentore per Virginie. 
La sua carriera artistica iniziò molto presto: a quattordici anni realizzò il suo primo dipinto. 
All'età di vent'anni espose al Salon dove ricevette una menzione d'onore e, quattro anni dopo, vinse una medaglia d'oro all'International Colonial and Export Exhibition di Amsterdam.
Sposò il pittore Adrien Demont nel 1880.
Nel 1890, lei e suo marito si trasferirono a Wissant, un piccolo villaggio sulla Côte d'Opale, dove costruirono una villa, progettata dall'architetto belga Edmond De Vigne, chiamata il "Typhonium", in stile neo-egizio classificata monumento storico dal 1985.
Demont-Breton espose le sue opere al Museo della Scienza e dell'Industria, e alla World's Columbian Exposition del 1893 a Chicago, in Illinois.
Ricoprì il ruolo di presidente dell'Unione delle donne pittrici e scultrici dal 1895 al 1901. 
Con Hélène Bertaux si batté nel tentativo di aprire l' École des Beaux-Arts anche alle studentesse, (riuscendo a raggiungere l'obiettivo nel 1897) e di aprire la possibilità alle donne di partecipare al Prix de Rome. Fu la seconda donna ad essere decorata con la Légion d'honneur  .Nel 1913 fu eletta all'Accademia reale di belle arti di Anversa e l'anno successivo divenne ufficiale della Legion d'onore.
Inizialmente dipingeva ritratti e scene storiche ma, dopo essersi trasferita a Wissant, cominciò a dipingere i pescatori e le loro famiglie in uno stile realistico. 
Uno dei suoi quadri, L'Homme Est en Mer , venne dipinto Vincent van Gogh nella sua personale maniera .

## Galleria d'immagini

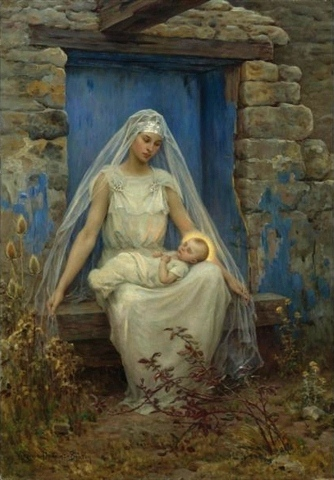
Alma mater
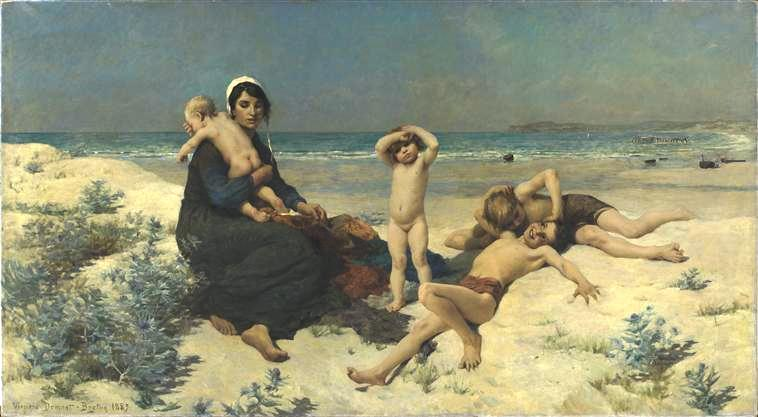
La plage, 1883, olio su tela, 190 x 348 cm, Museo d'Orsay
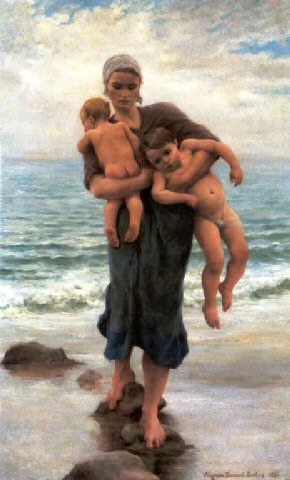
La moglie del pescatore
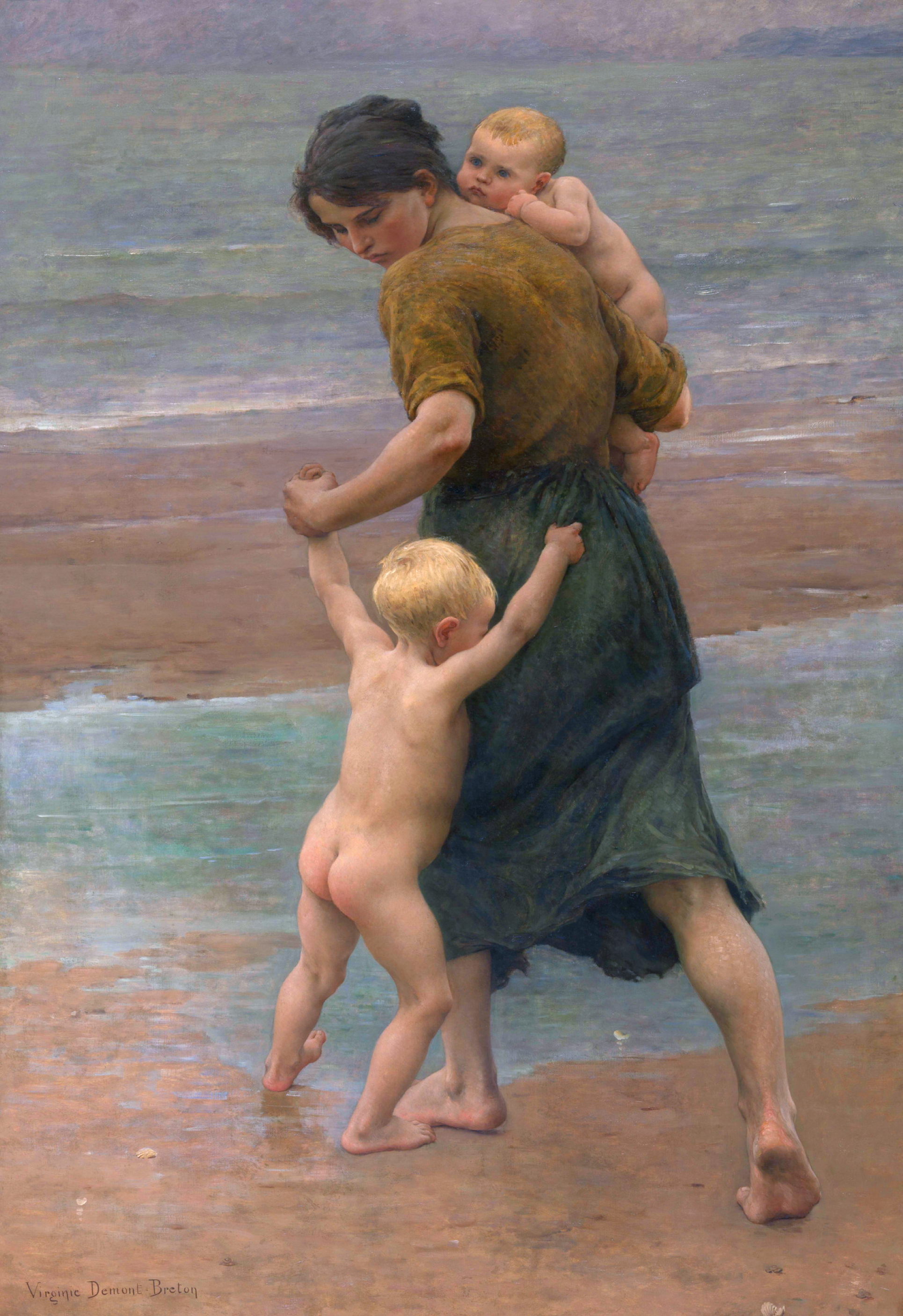
Nell'acqua, 1898 circa, olio su tela, 181,2 x 122,5 cm, Museo reale di belle arti di Anversa
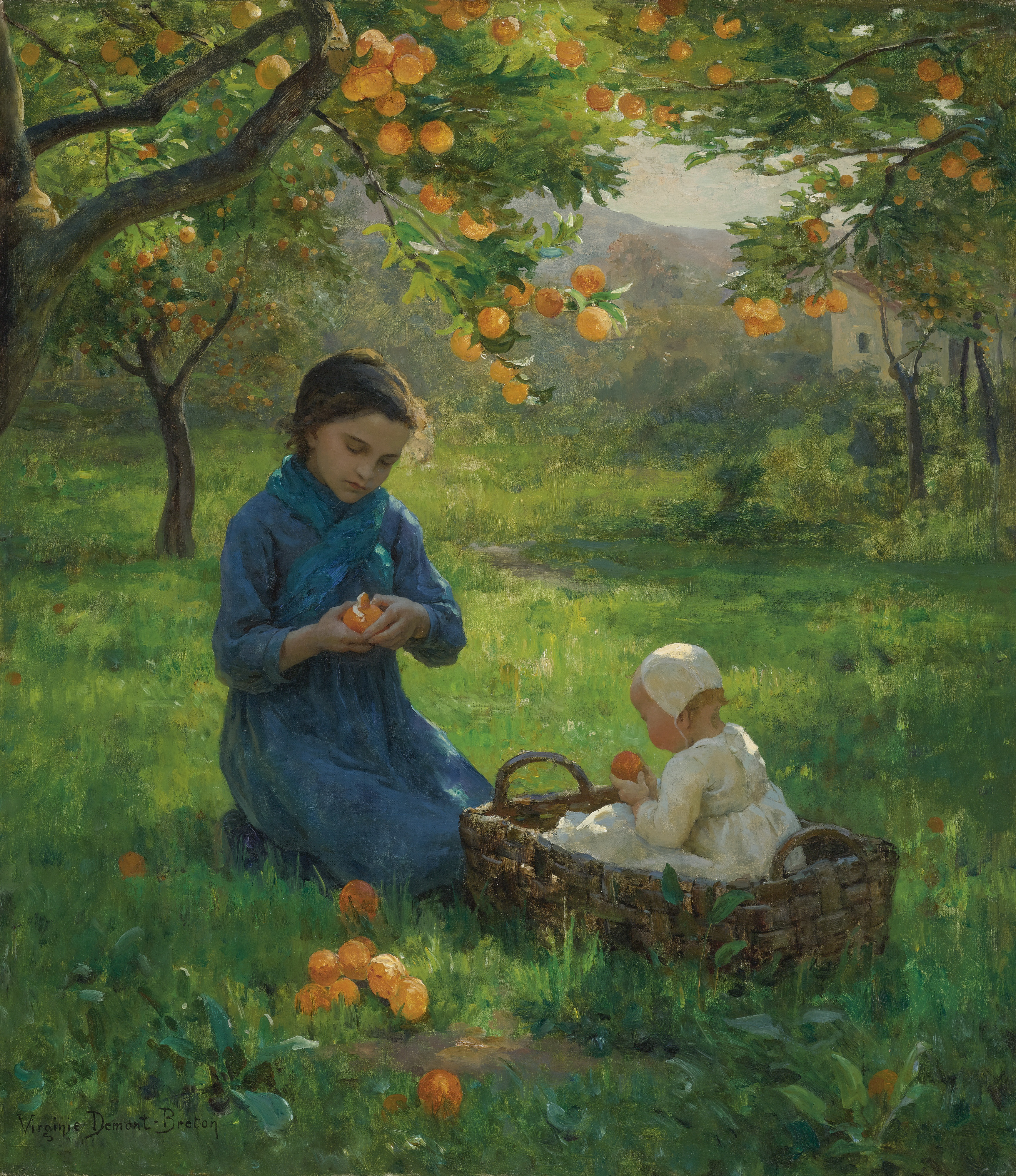
Sotto l'arancio, 61,5 x 53,3 cm, collezione privata
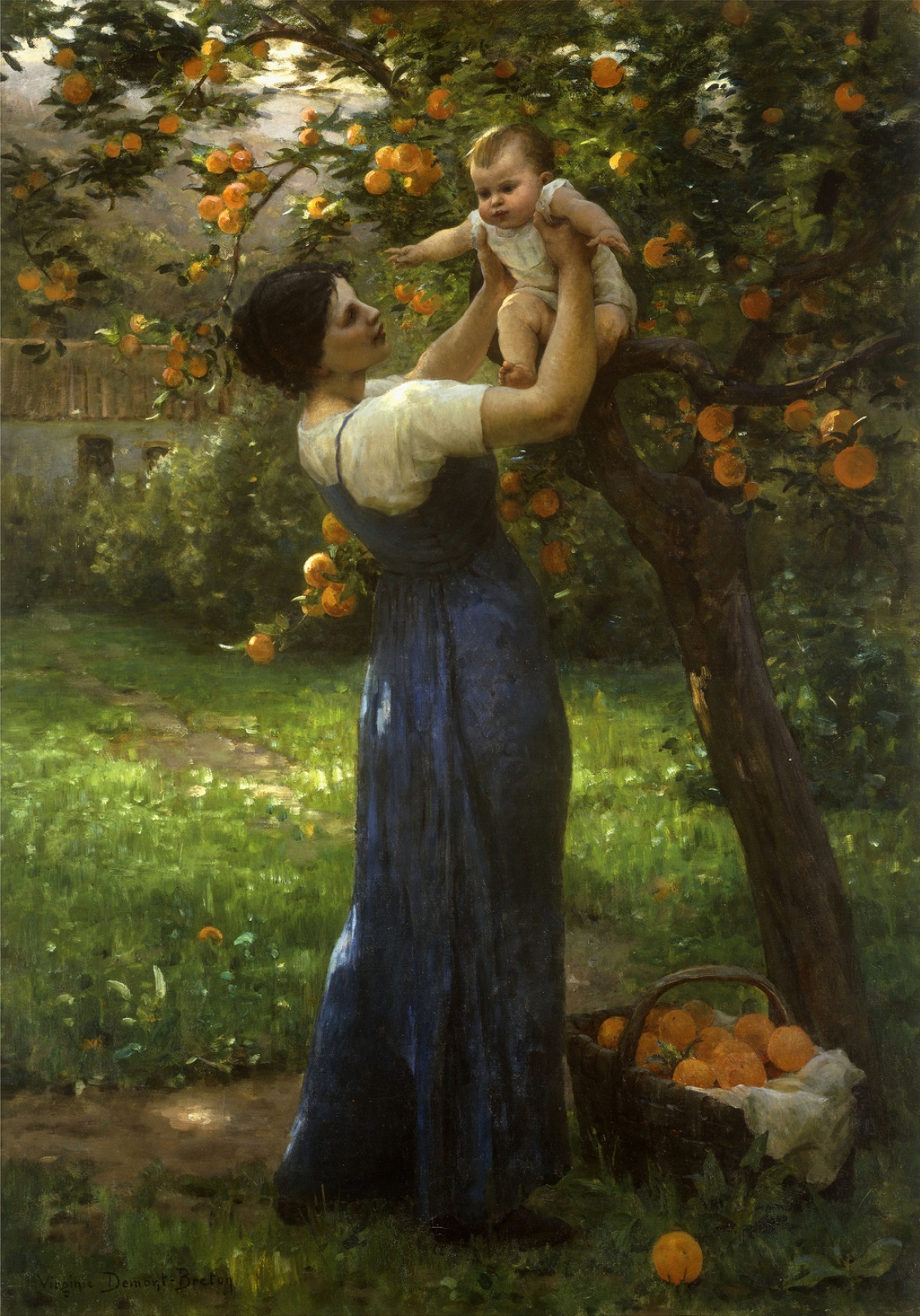
Madre e bambino in un aranceto
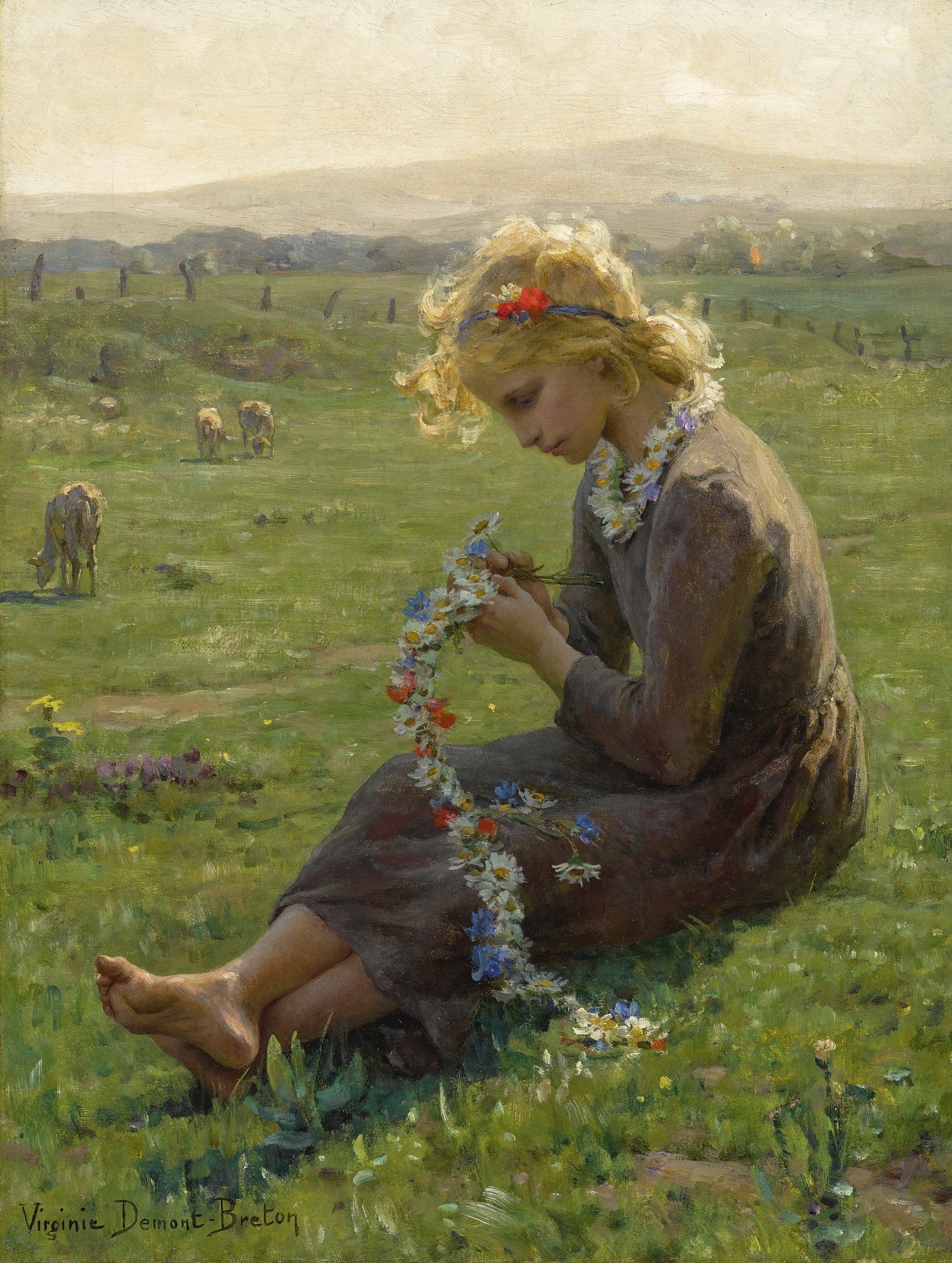
Ragazza con una ghirlanda di fiori selvatici, olio su tela,50,8 x 39,4 cm, collezione privata